# استودیوهای ریل اف‌ایکس کریتیو
ریل اف‌ایکس (به انگلیسی: Reel FX) یک استودیوی برنده جایزه طراحی، جلوه‌های بصری، انیمیشن و استودیوی سرگرمی مستقر در دالاس، تگزاس و سنتا مونیکا، کالیفرنیا است.